# ستيف دوسن
ستيف دوسن (بالإنجليزية: Steve Dawson)‏ هو موسيقي وكاتب أغاني بريطاني، ولد في 24 فبراير 1951 في شفيلد في المملكة المتحدة.

## وصلات خارجية
- الموقع الرسمي
- ستيف دوسن على موقع ميوزك برينز (الإنجليزية)
- ستيف دوسن على موقع أول ميوزيك (الإنجليزية)
- ستيف دوسن على موقع ديسكوغز (الإنجليزية)